# Amaia Romero
 (avril 2018).
Si vous disposez d'ouvrages ou d'articles de référence ou si vous connaissez des sites web de qualité traitant du thème abordé ici, merci de compléter l'article en donnant les références utiles à sa vérifiabilité et en les liant à la section « Notes et références ».
Pour les articles homonymes, voir Arbizu (homonymie).
Amaia Romero Arbizu est une chanteuse espagnole née le 3 janvier 1999, à Pampelune en Espagne.
Elle est devenue connue après avoir participé à la neuvième saison d'Operación Triunfo, en 2017, émission qu'elle a gagnée. En outre, elle a été sélectionnée avec son partenaire Alfred García pour représenter l'Espagne au Concours Eurovision de la chanson 2018 avec « Tu canción », composé par Raúl Gómez et Sylvia Santoro.

## Biographie
Amaia Romero est née le 3 janvier 1999 dans la ville de Pampelune, province de Navarre. Fille d'Angel Romero et Javiera Arbizu, Amaia appartient à une famille de musiciens, dans laquelle se distingue son oncle Joaquín, qui fut directeur de l'Orfeón Pamplonés de 2008 à 2016, ainsi que l'Orchestre Pablo Sarasate: C'est d'ailleurs lui qui a découvert quand elle était petite qu'elle avait une oreille absolue.

## Carrière musicale

### 2010-2016: ses débuts
En 2010, à l'âge de 11 ans, elle participe au spectacle pour enfants Cántame una canción de la chaîne télévisée Telecinco, où elle chante avec David Civera et Sergio Rivero le gagnant d'Operación Triunfo 2005. En 2011, elle était l'une des deux lauréats de la bourse Rock Camp 2011. En 2012, elle a participé à la première édition de El número uno: elle rentre dans le concours après avoir jouée la chanson Here Comes the Sun avec son ukulélé. Après six semaines dans le concours, Amaia est éliminée après avoir été nommée contre le plus ancien concurrent, Alberto Pestaña. Le jury était composé d'importants chanteurs espagnols tels que David Bustamante, Ana Torroja, Miguel Bosé, Natalia Jiménez et Mónica Naranjo qui ont dédié quelques mots tendres à la jeune femme. «Grâce à mon expérience, de tout ce que j'ai déjà vu, si les personnes adultes ne sont pas préparés au succès, imaginez un bébé. Amaia, je te jure que je te fais la faveur de ta vie. Actuellement tu es jeune, si tu fais un pause et que tu reprends dans quelques années, alors tu voleras, mais si tu reste ici, comme tu es petite, il te dévoreront. Tu me pardonnes? Je sais que c'est bon pour toi, je sais que ça sera forcément le meilleur pour toi. On se verra dans quelques années, et tu verras que tout ira bien.» Fait intéressant, Mónica Naranjo faisait partie du jury d'Operación Triunfo 2017, une édition à laquelle Amaia a participé.
Après quelques années de formation, Amaia a collaboré avec le groupe navarrais Lemon and Tal dans la chanson «Cicatrices de mi realidad».

### 2017-2018:Operación TriunfoetEurovision.
En 2017, Amaia Romero est apparue au casting d'Operación Triunfo, un concours musical qui est revenu après plusieurs années sans diffusion, (en France, il est l'équivalent de la Star Academy). La jeune chanteuse a été sélectionnée, et a pu acter pour la première fois sur le plateau d'Operación Triunfo le 23 octobre 2017, avec la chanson « Starman » de David Bowie. Bien que désignée par le jury pour ne pas participer au concours, elle a été sauvée par les professeurs de l'académie. Tout au long de son passage dans le programme, elle s'est affirmée comme la favorite du public pendant plusieurs semaines. Le 15 janvier 2018, Amaia est devenue finaliste du concours grâce aux 40 points (score maximum) accordés par les membres du jury du programme. Plus tard, le 5 février de la même année, elle a été proclamée gagnante de l'édition avec 46% des voix.
D'autre part, ayant été parmi les cinq finalistes d'Operación Triunfo, elle figure donc comme candidate pour représenter l'Espagne au . Lors du prime consacré à cette sélection nationale, elle défend deux titre s: Al Cantar qu'elle défend seule (composé par Rozalén) et Tu canción qu'elle défend avec son amoureux Alfred García (composé par Raul Gomez et Sylvia Santoro). A l'issue du prime, c'est finalement Tu canción qui a été choisi avec 43% des voix pour représenter l'Espagne.

### 2018: lancement de sa carrière solo
En novembre 2018, Amaia Romero apparaît en duo avec le groupe madrilène Carolina Durante sur le titre Perdona (ahora si que si). Son premier single solo Un nuevo lugar est lancé le 18 décembre 2018.